# Нюйоркска обществена библиотека
Нюйоркската обществена библиотека (на английски: New York Public Library) е библиотека в Ню Йорк, Съединени американски щати. Основана е през 1895 г.
Със сбирка от 51,3 милиона единици, включително 20,4 милиона книги, тя е сред най-големите библиотеки в света. Броят на служителите ѝ е около 3100 души.